# Cap Sizun (Voilier)
Pour les articles homonymes, voir Cap Sizun (homonymie).
Le Cap Sizun est un cotre, langoustier reconstruit à Audierne en 1990, qui prend la mer régulièrement, pour des balades en été, ainsi que des participations aux manifestations de rassemblement des gréements traditionnels à Douarnenez et Brest.
Son ancienne immatriculation était : AU 1991. La nouvelle est : AD 815541 (Audierne).

## Histoire
Le bateau Cap Sizun est l'héritier, dans sa construction, des thoniers primitifs qui étaient gréés de voiles au tiers (genre bisquine). Le maniement des voiles sur ce genre de gréement est plus compliqué puisqu'il implique de passer les vergues au bord opposé à celui qui reçoit le vent et ceci à chaque virement de bord.

De plus, c'est la drisse d'itague qui servait de haubans (solidité latérale du mât plus faible). La manœuvre s'est singulièrement simplifiée quand les charpentiers de marine ont gréé avec bôme et corne leurs nouvelles constructions. Les Groisillons appelaient ces bateaux gréés en sloop des « gazelles ».

Il possède 4 voiles : grand-voile (85 m2), voile de flèche (15 m2), trinquette (25 m2) et foc (25 m2).
Le modèle historique du Cap Sizun est la réplique du Lapart Bihen d'Audierne, gréé en dundee avec en plus un mât de tapecul placé derrière la barre franche.
Ces bateaux, quand ils étaient armés à la langouste, étaient pourvus d'un vivier à eau vive (c'est pour cela qu'ils étaient ventrus), qui était bouché quand venait le temps de la pêche au thon.
Aux thons, ces bateaux étaient gréés avec des grandes perches appelés « tangons » sur lesquelles on montait un certain nombre de lignes, ainsi que sur le haut du mât de tapecul et encore deux autres à la traine. Toutes ces lignes qui étaient de longueurs différentes pour ne pas qu'elles s'emmêlent, au moment de les remonter à bord, portaient chacune un nom différent.

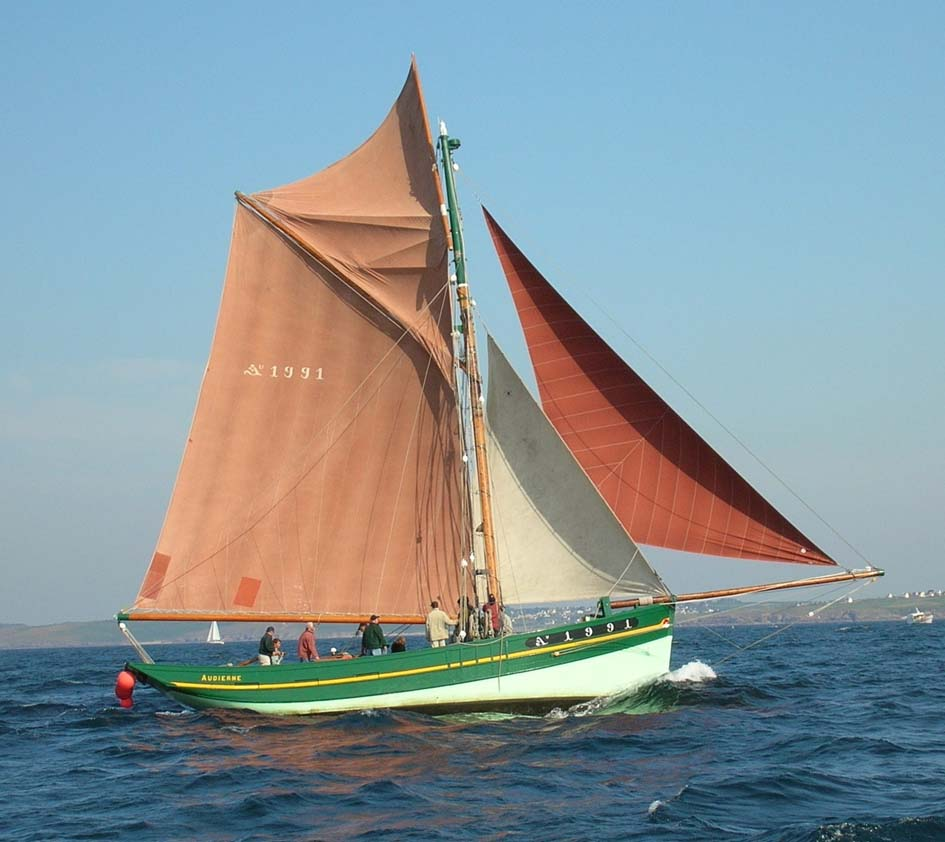
Le Cap Sizun en mer

En 1990, grâce à l'initiative d'un groupe de personnes originaire du Cap-Sizun, était décidée la construction du bateau le Cap-Sizun, sloop langoustier typique à gréement aurique des années 1930, restituant ces fameux « culs de poule » auxquels le Cap Sizun emprunte sa carène.
Répondant au concours et au projet « Un bateau pour chaque port », il s'agissait alors de reprendre les plans du Lapart Bihen, un canot cul de poule qui naviguait à Audierne au début du siècle dernier, du temps où le Cap et Sein constituaient le deuxième quartier langoustier de France après Camaret.
Depuis cette date, le langoustier est géré par l'association Bateau Cap Sizun, dont tous les membres sont bénévoles. Il possède 13 couchettes dans le poste arrière et propose des sorties de navigation en baie d'Audierne pour faire connaître le patrimoine maritime.